# ダヴィド・ドラグンスキー
ダヴィード・アブラーモヴィチ・ドラグーンスキー（ロシア語: Давид Абрамович Драгунский；1910年2月2日 - 1992年）は、ソ連の軍人。大将。ソ連邦英雄（2度）。民族はユダヤ人であるが、ユーリ・アンドロポフ時代に国策機関であるソビエト社会反シオニスト委員会の委員長を務めた。

## 経歴
ブリャンスク州スヴャツク村（現ノヴォズイブコフ地区）出身。1931年から共産党員。1933年から赤軍に入り、1936年、サラトフ装甲戦車学校を卒業した。1938年、戦車中隊長として張鼓峰事件に参加。1941年、M.V.フルンゼ名称軍事アカデミーを卒業。
独ソ戦時、戦車大隊長、第1機械化旅団参謀長を務め、1943年11月から第55親衛戦車旅団長となった。ヴィスワ川の強行渡河と橋頭堡の確保に対して1度目のソ連邦英雄称号、ベルリンの戦いとプラハの解放に対して2度目のソ連邦英雄称号を授与された。
戦後、戦車師団長、軍司令官を務めた。1965年6月からザカフカーズ軍管区第一副司令官。1969年5月から「狙撃」課程長。1971年からソ連共産党中央監査委員会委員。
1983年3月、アンドロポフによりソビエト社会反シオニスト委員会（AKSO）の委員長に任命される。アンドロポフが死去し、ペレストロイカが始まっても、ドラグンスキーはAKSO委員長に留まり続け、死ぬまで活動を続けた。

## パーソナル
ソ連邦英雄（2度）。レーニン勲章、十月革命勲章、赤旗勲章4個、2等スヴォーロフ勲章、赤星勲章2個を受賞。